# Sonate pour piano no 2 de Chopin
Pour les articles homonymes, voir Sonate pour piano no 2.
La Sonate pour piano no 2 de Chopin en si bémol mineur, op. 35, est une sonate pour piano seul composée par Frédéric Chopin. Elle a été écrite principalement en 1839 à Nohant, le troisième mouvement dit « Marche funèbre » ayant été composé en 1837.
Cette sonate comprend quatre mouvements et dure environ vingt-cinq minutes. Elle fut mal accueillie par les critiques de l'époque qui lui reprochèrent un manque de cohérence. Robert Schumann ne l'a pas comprise non plus et a suggéré que Chopin « avait regroupé quatre de ses enfants les plus turbulents ».

## Histoire
La Sonate pour piano no 2 a été écrite à une époque où la sonate perdait sa prédominance. Si les sonates de Beethoven et de Mozart constituaient une part considérable de leur production compositionnelle, ce n'était pas le cas pour la génération suivante de compositeurs : Franz Liszt n'a écrit qu'une seule sonate parmi ses dizaines de compositions instrumentales, Robert Schumann sept (huit si l'on inclut la Fantaisie, op. 17) et Felix Mendelssohn treize. Outre la Sonate pour piano no 2, Chopin n'a écrit que trois autres sonates : la Sonate pour piano en do mineur (opus posth. 4), écrite à l'âge de dix-huit ans ; la Sonate pour piano no 3 en si mineur (op. 58) ; et la Sonate pour piano et violoncelle en sol mineur (op. 65).
Les origines de la composition de la Sonate pour piano no 2, la première sonate pour piano que Chopin ait écrite, sont centrées sur son troisième mouvement (Marche funèbre), une marche funèbre qui, selon de nombreux spécialistes, a été écrite en 1837,. Cependant, Jeffrey Kallberg pense que ces indications sont dues à un manuscrit autographe de huit mesures de musique en ré♭ majeur marquées Lento cantabile, apparemment écrites comme un cadeau à un destinataire non nommé. Le manuscrit, qui est daté du 28 novembre 1837, fera plus tard partie du trio de la Marche funèbre. Cependant, Kallberg suggère que ce manuscrit pourrait avoir été conçu comme le début d'une tentative antérieure d'un mouvement lent différent au lieu de faire partie de la Marche funèbre, écrivant qu'« il aurait été inhabituel pour Chopin de faire don d'un manuscrit qui, s'il ne contenait pas une pièce entière, n'en citait pas au moins le début », comme c'était le cas de presque tous ses autres manuscrits de présentation. Il suggère également qu'un arrangement à quatre mains de Julian Fontana de la Marche funèbre pourrait être lié à une sonate pour piano à quatre mains abandonnée que Chopin a écrite en 1835 et qui devait à l'origine être publiée dans son Op. 28 (mais qui a été reprise dans les 24 Préludes, Op. 28), ce qui soulève la possibilité que le mouvement date en fait de 1835 et non de 1837 comme cela est généralement admis.

Quelque temps après avoir écrit la Marche funèbre, Chopin a composé les autres mouvements, achevant la sonate entière en 1839. Dans une lettre du 8 août 1839, adressée à Fontana, Chopin écrit :

« J'écris ici une Sonate en si bémol mineur qui contiendra ma Marche que vous connaissez déjà. Il y a un Allegro, puis un Scherzo en mi bémol mineur, la Marche et un court Finale d'environ trois pages de mon papier manuscrit. La main gauche et la main droite bavardent à l'unisson après la Marche. [...] Mon père m'a écrit pour me dire que ma vieille sonate [en do mineur, op. 4] a été publiée par Tobias Haslinger et que les critiques allemands en font l'éloge. En comptant ceux qui sont entre vos mains, j'ai maintenant six manuscrits. Je verrai les éditeurs damnés avant qu'ils ne les obtiennent pour rien. »

La diffusion non autorisée par Haslinger de la première sonate en ut mineur de Chopin (il était allé jusqu'à graver l'œuvre et à la laisser circuler, contre la volonté du compositeur) a peut-être accru la pression exercée sur Chopin pour qu'il publie une sonate pour piano, ce qui peut expliquer pourquoi Chopin a ajouté les autres mouvements à la Marche funèbre pour produire une sonate. L'œuvre a été achevée durant l'été 1839 à Nohant (près de Châteauroux), en France, et publié en mai 1840 à Londres, Leipzig, et Paris.

## Structure et analyse
1. Grave - Doppio movimento, en si bémol mineur puis si bémol majeur, à ;
2. Scherzo, en mi bémol mineur, avec un trio en sol bémol majeur, à 
;
3. Marche funèbre : Lento, en si bémol mineur avec un trio en ré bémol majeur, à ;
4. Finale : Presto, en si bémol mineur, à .

Le premier mouvement démarre sur un thème tumultueux suivi d'un deuxième thème plus doux. Le deuxième mouvement est un morceau virtuose comportant une partie centrale détendue et mélodique. Le troisième mouvement commence et se termine par la célèbre marche funèbre en si bémol mineur, qui donne son surnom à cette sonate ; la partie centrale est un interlude calme en ré bémol majeur.
Le finale est un tourbillon de tempo constant, sans silence ni accord, qui ne s'arrête que dans les toutes dernières mesures (cf. lettre de Chopin citée plus haut : « la main gauche et la main droite bavardent après la Marche »).

### I. Grave - Doppio movimento
Le premier mouvement est une forme sonate classique débutant en si bémol mineur et s'achevant si bémol majeur. Il s'ouvre sur une introduction de quatre mesures dans le majeur relatif, Ré♭ majeur marquée Grave, suivie d'un changement de tempo à Doppio movimento, d'un changement de tonalité à la tonique, et de l'introduction d'une figure d'accompagnement de basse agitée, quatre mesures plus tard, le thème principal fait son entrée. Le thème principal, marqué agitato, est suivi d'un second thème, en ré♭ majeur, qui est marqué piano et sostenuto. Au début du développement, tous les thèmes introduits dans l'exposition apparaissent.
Plus tard dans le développement, un air apparemment nouveau, qui est en fait une inversion d'une partie du deuxième thème, est introduit. Dans le point culminant du développement, Chopin combine trois éléments à la fois : les motifs de l'introduction Grave et le thème principal dans la basse et l'aigu respectivement, avec des triolets en crochet au centre. Dans la réexposition, la section principale contenant le thème principal ne revient pas, peut-être inspirée par la forme sonate binaire plus ancienne typique des sonates pour clavier de Domenico Scarlatti, au lieu de cela, seul le second thème lyrique revient dans le majeur parallèle de la tonique de Si♭. Le mouvement est fermé par un brillant stretto de 12 mesures qui forme une coda de 12 mesures, se terminant par trois accords de si♭ majeur marqués fff (fortississimo).

#### Répétition de l'exposition

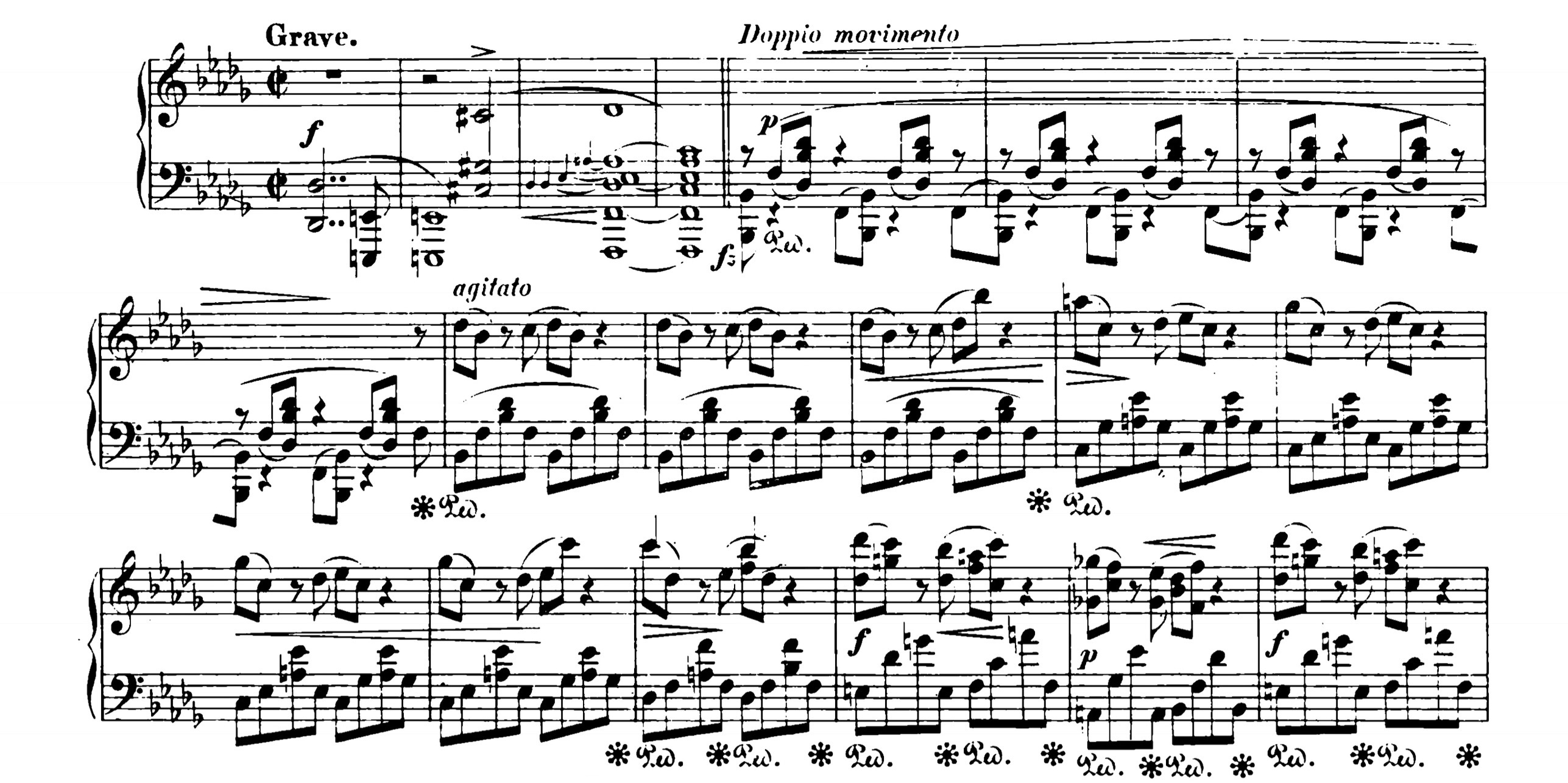
Édition Breitkopf & Härtel éditée par Johannes Brahms (1878). Cette édition ne comporte pas de signe de répétition au Doppio movimento et indique donc que la répétition de l'exposition doit commencer au Grave.

Selon les éditions, un doute subsiste sur l'exécution de la reprise de l'exposition. Selon les manuscrits historiques de Chopin, la reprise semble devoir s'effectuer de la première mesure et non à partir de la fin de l'introduction Grave. Cependant, l'édition de Leipzig a conçu la répétition comme commençant à la section Doppio movimento. Bien que l'édition critique publiée par Breitkopf & Härtel (qui a été éditée, entre autres, par Franz Liszt, Carl Reinecke et Johannes Brahms) indique la reprise de la même manière que les premières éditions de Londres et de Paris, presque toutes les éditions du XXe siècle sont similaires à l'édition de Leipzig à cet égard. Charles Rosen soutient que la répétition de l'exposition de la manière perpétrée par l'édition de Leipzig est une erreur grave, affirmant qu'elle est  « musicalement impossible » car elle interrompt la cadence ré♭ majeur (qui termine l'exposition) par la figure d'accompagnement si♭ mineur. Edward T. Cone est du même avis, qualifiant la reprise du Doppio movimento de " non-sens ". Cependant, Leikin plaide pour l'exclusion du Grave de la reprise de l'exposition, citant en partie le fait que l'édition complète de Chopin de 1880 de Karol Mikuli contenait un signe de reprise après le Grave dans le premier mouvement de la Sonate pour piano n° 2. Mikuli a été l'élève de Chopin de 1844 à 1848 et a également observé les leçons que Chopin donnait à d'autres élèves y compris celles où cette sonate était enseignée et a pris de nombreuses notes.

### II. Scherzo

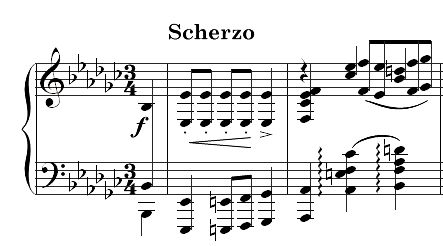
Ouverture du Scherzo

Le second mouvement est un scherzo en Mi♭ mineur et en 
 temps, sans indication de tempo. Anatole Leikin suggère que l'absence d'indication de tempo peut s'expliquer par les fortes similitudes de ce mouvement et de la section finale du premier mouvement, notamment la prévalence d'octaves et d'accords répétés dans les deux mouvements, et les phrases cadentielles identiques. Par conséquent, l'absence d'indication de tempo peut suggérer qu'il n'y a pas de nouveau tempo, mais plutôt un simple changement de notation (des triolets au mètre triple).
Le mouvement est de la forme conventionnelle scherzo-trio-scherzo, avec le trio en sol♭ majeur. La puissance rythmique et dynamique explosive du scherzo, ainsi que son insistance furieuse sur les accords et octaves répétés, le placent dans la tradition des mouvements de scherzo de Beethoven. Cependant, contrairement à Beethoven, dont les scherzos sont des menuets transformés, ce scherzo possède de nombreuses caractéristiques rythmiques qui en font plutôt une mazurka transformée. Le trio, marqué Più lento, a une qualité de chanson avec sa mélodie simple et sensuelle.
Le retour du scherzo est suivi d'une coda qui est une reprise condensée du trio et termine donc l'œuvre dans le majeur relatif ; d'autres œuvres de Chopin qui se terminent également dans le majeur relatif comprennent le Scherzo n° 2 en si♭ mineur (Op. 31) et la Fantaisie en fa mineur (Op. 49).

### III. Marche funèbre: Lento

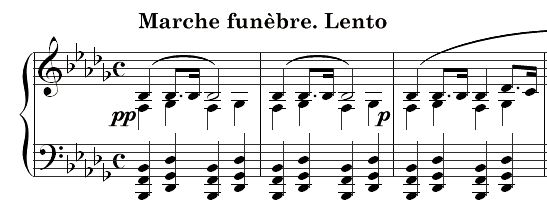
Ouverture de la Marche funèbre

Le troisième mouvement est construit sur une marche funèbre contenant un interlude joué lento. Même si le terme de « marche funèbre » décrit bien ce mouvement, y compris l'interlude, il désigne en général la seule partie en si bémol mineur. Il est une « juxtaposition brutale de marche funèbre et de trio pastoral ». La désignation du tempo, Lento, n'a été ajoutée qu'après la publication de la sonate en 1840. Le mouvement s'ouvre sur une mélodie constituée uniquement d'un si♭ répété pendant près de trois mesures, accompagné d'accords alternés de si♭ (sans la tierce) et de sol♭ majeur qui sonnent comme une cloche funèbre. Ce dispositif mélodique a également été utilisé comme colonne vertébrale pour le thème principal du mouvement Scherzo précédent et une partie de la coda du mouvement d'ouverture. La mélodie qui suit le si♭ répété est, comme le note Alan Walker, « une stricte rétrogradation » du thème principal du premier mouvement. Le trio du mouvement, qui est dans le majeur relatif de la tonique, consiste en une mélodie sereine de type nocturne accompagnée de croches à la main gauche.
Cette marche funèbre est très populaire et est restée l'une des compositions les plus populaires de Chopin et est devenue une évocation archétypale de la mort. Elle a été largement arrangée pour d'autres instruments, notamment pour orchestre. Le premier arrangement orchestral connu du mouvement a été réalisé par Napoléon Henri Reber et a été joué lors de l'enterrement de Chopin le 30 octobre 1849 au cimetière du Père Lachaise à Paris. Le chef d'orchestre anglais Henry Wood a réalisé deux orchestrations de la Marche funèbre, dont la première a été jouée aux Proms à quatre reprises entre 1895 et 1904. Pour la première soirée des Proms 1907, le 17 août 1907, Wood dirigea une nouvelle version qu'il avait écrite après avoir appris la mort, deux jours plus tôt, du célèbre violoniste Joseph Joachim. Edward Elgar a fait en 1933 une transcription pour orchestre de cette marche. Sa première exécution a eu lieu lors de son propre concert commémoratif l'année suivante. Elle a également été transcrite pour grand orchestre par le chef d'orchestre Leopold Stokowski, cette version a été enregistrée pour la première fois par Matthias Bamert.
Bien que le mouvement ait été publié à l'origine sous le nom de Marche funèbre, Chopin a changé son titre en Marche dans ses corrections de la première édition parisienne,. En outre, chaque fois que Chopin parle de ce mouvement dans ses lettres, il le qualifie de « marche » et non de « marche funèbre ». Kallberg pense que la suppression de l'adjectif funèbre par Chopin était peut-être motivée par son mépris pour les étiquettes descriptives de sa musique.
Après que son éditeur londonien Wessel & Stapleton a ajouté des titres non autorisés aux œuvres de Chopin, dont Le Banquet infernal à son premier scherzo en si mineur (opus 20), le compositeur, dans une lettre à Fontana, a écrit :

« Maintenant, en ce qui concerne [Christian Rudolf Wessel], c'est un âne et un tricheur... s'il a perdu sur mes compositions, c'est sans doute à cause des titres stupides qu'il leur a donnés malgré mes remontrances répétées à [Frederic Stapleton] ; que si j'écoutais la voix de mon âme, je ne lui aurais plus jamais rien envoyé après ces titres. »

En 1826, dix ans avant d'écrire ce mouvement, Chopin avait composé une autre Marche funèbre en do mineur, qui fut publiée à titre posthume sous le titre d'opus 72 n° 2.

### IV. Finale: Presto
C'est le mouvement qui nécessite le plus de technique, en effet, les deux mains jouent simultanément la même mélodie sans s'arrêter. Le bref final, marqué Presto et en 
 temps, est un perpetuum mobile de forme binaire « relativement simple », composé d'octaves parallèles jouées sotto voce e legato (comme dans le Prélude en mi♭ mineur, Op. 28 n° 14), sans aucun repos ni accord jusqu'aux dernières mesures, avec une octave basse fortissimo en si♭ et un accord en si♭ mineur qui terminent la pièce. Dans ce mouvement, « un chromatisme compliqué est élaboré dans une harmonie implicite à trois et quatre parties, entièrement au moyen d'une ligne monophonique doublée », de façon très similaire, les cinq mesures qui commencent la Fugue en la mineur (BWV 543) de J. S. Bach impliquent une harmonie à quatre parties par le biais d'une seule ligne monophonique.
Garrick Ohlsson a fait remarquer que ce mouvement était « extraordinaire, parce qu'il a écrit le mouvement le plus bizarre qu'il ait jamais écrit de toute sa vie, quelque chose qui se tourne vraiment vers le XXe siècle, le post-romantisme et l'atonalité ». De plus, Leikin décrit le finale comme « probablement la pièce la plus énigmatique que Chopin ait jamais écrite » et Anton Rubinstein aurait remarqué que le quatrième mouvement est le « vent qui hurle autour des pierres tombales ». Chopin, qui écrivait très fréquemment des indications de pédale, n'en a pas écrit dans le Finale, sauf pour la toute dernière mesure. Bien que Moritz Rosenthal (élève de Liszt et de Mikuli) ait affirmé que le mouvement ne devait pas être joué avec une pédale, sauf aux endroits indiqués dans la dernière mesure, Rosen pensait que « l'effet du vent sur les tombes », comme Anton Rubinstein a décrit ce mouvement, « est généralement obtenu avec un fort lavage de pédale ».

## Influences
Les premières mesures de cette sonate citent la dernière sonate pour piano de Beethoven. La séquence du scherzo, de la marche funèbre et du finale répètent celle de la douzième sonate pour piano de Beethoven (il est à noter que le premier mouvement de Chopin suit la forme sonate alors que celui de Beethoven est une suite de variations sur un thème original). Chopin aimait beaucoup ces deux sonates de Beethoven. La Sonate pour piano n° 2 fait aussi allusion au Prélude de la Suite pour violoncelle n° 6 en ré majeur, BWV 1012 de Bach. Un motif fréquemment répété du Prélude de Bach est sensiblement similaire au thème principal du premier mouvement de la sonate de Chopin, de plus, comme le Finale de la sonate de Chopin, le Prélude est un perpetuum mobile avec quatre groupes de triolets de croches par mesure. En outre, dans le Finale, Chopin a emprunté à Bach l'art de réaliser une polyphonie à partir d'une ligne monophonique au moyen de figures arpégées : à certains égards, il est même allé plus loin que Bach à cet égard.

## Réception et postérité
Bien que la Sonate pour piano n° 2 ait rapidement gagné en popularité auprès du public, elle a d'abord dérouté les critiques, qui ont trouvé qu'elle manquait de cohésion et d'unité, et ont fait remarquer que Chopin ne savait pas vraiment manier la forme sonate. La plupart des critiques écrites au cours du siècle qui a suivi la publication de l'œuvre étaient négatives, même si les critiques étaient encore très élogieux sur certains aspects de la sonate. La sonate, ainsi que les deux autres sonates de la maturité de Chopin, ont été jouées très sporadiquement en Pologne et dans d'autres pays d'Europe avant 1900. Cependant, la Marche funèbre était souvent jouée seule, tant pour piano que dans des transcriptions. Ce n'est qu'au début du siècle que les sonates ont été jouées plus souvent. Des commentaires récents suggèrent que les notions selon lesquelles l'œuvre souffre d'une infériorité structurelle et que Chopin ne pouvait pas manier la forme sonate s'estompent lentement, et elle est maintenant considérée comme l'une des plus grandes sonates pour piano de la littérature. Aujourd'hui, la sonate continue à figurer régulièrement dans les programmes de concert et est fréquemment interprétée dans les concours de musique classique, notamment le Concours international de piano Chopin.
La première critique importante, celle de Robert Schumann, a été publiée en 1841. Schumann a critiqué l'œuvre. Il décrivait la sonate comme « quatre de ses enfants les plus turbulents » et trouvait le titre Sonate capricieux et légèrement présomptueux,. Il a également remarqué que la Marche funèbre « a quelque chose de répugnant » et qu'« un adagio à sa place, peut-être en ré bémol, aurait eu un effet bien plus beau ». En outre, le final a provoqué des remous chez Schumann et d'autres musiciens. Schumann a déclaré que le mouvement « ressemble plus à une moquerie qu'à une quelconque [sorte de] musique » et lorsque l'on a demandé à Felix Mendelssohn son opinion à ce sujet, il a déclaré : « Oh, je l'abhorre ». James Huneker a remarqué que les quatre mouvements de la sonate « n'ont aucune vie commune », et que la sonate « n'est pas plus une sonate qu'une suite de ballades et de scherzi. » Malgré ces remarques, il qualifie les deux derniers mouvements de « chefs-d'œuvre » et écrit que le finale n'a « aucun parallèle dans la musique pour piano ». De même, James Cuthbert Hadden a écrit que « les quatre mouvements, considérés séparément, sont admirables, mais pris ensemble, ils ont peu d'affinités thématiques ou autres », et a également approuvé la description de Schumann de la sonate comme « quatre de ses enfants les plus fous » liés ensemble. Henry Bidou a estimé que l'œuvre n'était « pas très cohérente » et a remarqué que « Schumann a mis en évidence le défaut de sa composition ».
Malgré la réaction négative suscitée par l'œuvre, la réception de la Marche funèbre elle-même a été généralement positive et, selon Hadden, qui écrivait en 1903, l'œuvre avait été « popularisée à mort ». Franz Liszt, un ami de Chopin, a remarqué que la Marche funèbre est « d'une douceur si pénétrante que nous pouvons à peine la considérer comme étant de ce monde », et Charles Willeby a écrit que c'est de loin « le mouvement le plus beau et le plus cohérent » de l'œuvre. Bien qu'il ait critiqué la sonate dans son ensemble, Hadden a exprimé l'opinion que la Marche funèbre « est vraiment le plus beau mouvement de la sonate ». La Marche funébre est souvent jouée lors d'obsèques ou d'hommages nationaux ou officiels. Tel fut par exemple le cas lors des funérailles de John F. Kennedy, celles de Victor Hugo, de la reine Élisabeth II ou de celles de plusieurs dirigeants soviétiques, dont Joseph Staline et Léonid Brejnev, ainsi qu’à celle de Yasser Arafat (jouée à un rythme plus rapide par la musique militaire égyptienne). Elle a été jouée lors de l'enterrement de Chopin lui-même au Cimetière du Père-Lachaise.
Un film de Georges Méliès s'intitule La Marche funèbre de Chopin.
Vladimir Jankélévitch écrit dans son livre La Mort (p.71) : « L’être ne finit pas en beauté comme un nocturne de Chopin, mais en débandade comme le final de la sonate en si bémol mineur ». Hourie Ipékian écrit son recueil poétique Sonate en s'inspirant de cette sonate de Chopin.

## Inspiration pour d'autres œuvres
En 1980, The Imperial March de John Williams s'inspire de la Marche funèbre.
Le dernier morceau de l'album Rest on your arms reversed de The Moon Lay Hidden Beneath a Cloud (en) est une interprétation de la marche funèbre.

## Utilisation dans d'autres œuvres

### Utilisation dans des films
- Des arbres et des fleurs (1932), dessin-animé produit par Walt Disney, utilise un extrait (la marche funèbre).
- Cadavres exquis (1976).
- Le Tribunal des flagrants délires de 1980 à 1983 sur France Inter, entrée en scène du procureur de la République incarné par Pierre Desproges.
- Beetlejuice (1988).
- La Note bleue (1991).

### Utilisation dans des jeux vidéos
- Gun Fight (1975) utilise la Marche funèbre lorsque le personnage est touché par une balle[31].
- Digger (1983), la Marche funèbre est jouée quand le personnage-joueur est tué, une pierre tombale pousse à l'endroit où il est mort.